# Amunmose

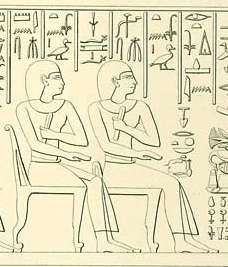
Amunmose und Wadjmes im Grab des Paheri

Amunmose, auch Amenmose, war der Sohn des altägyptischen Königs (Pharao) Thutmosis I., Bruder der Königin Hatschepsut und Kronprinz zur Zeit der 18. Dynastie, (Neues Reich).
Amunmose war der älteste Sohn von Thutmosis I. Als Mutter wird Königin Ahmose vermutet. Er wird zusammen mit seinem Vater auf dem Fragment eines Steinschreines genannt, das sich heute im Louvre befindet. Eine Darstellung des Amunmose mit seinem Bruder Wadjmes findet sich im Grab des Paheri in El-Kab. Hier geht jeweils beiden Namen die Bezeichnung Sa nisut („Sohn des Königs“) voraus. Als Schwester ist zudem Nofrubiti belegt, wobei nicht geklärt ist, ob sie und Wadjmes richtige oder nur Halbgeschwister waren.
Amunmose starb wie sein Bruder Wadjmes sehr früh während der Regierungszeit seines Vaters, vermutlich in seinem 12. Lebensjahr.